# Wieselhaie

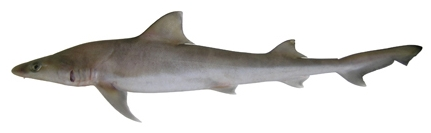
Australischer Wieselhai (Hemigaleus australiensis)

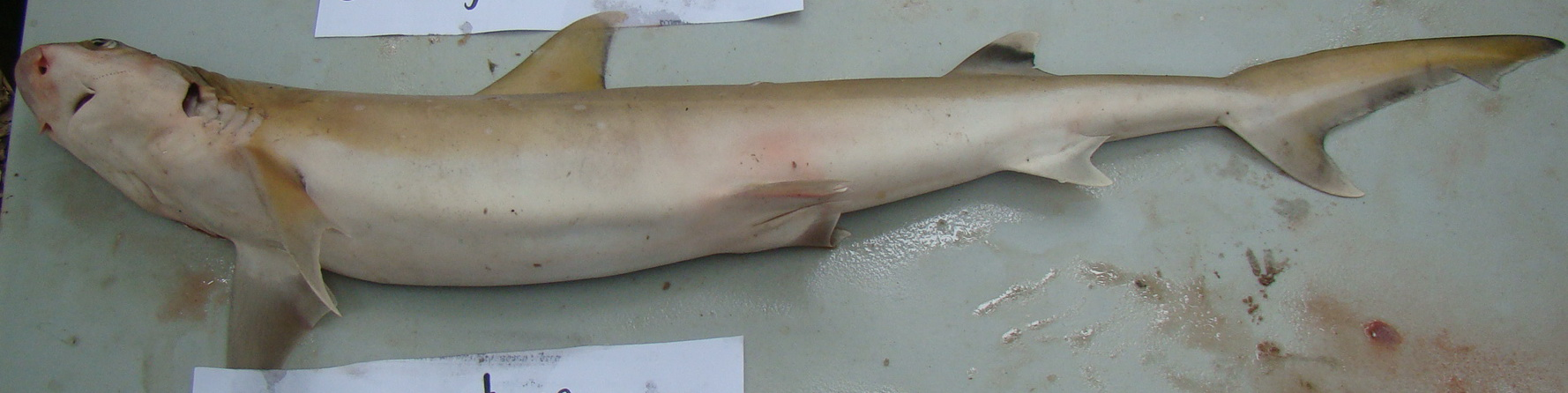
Sichelflossen-Wieselhai (Hemigaleus microstoma)

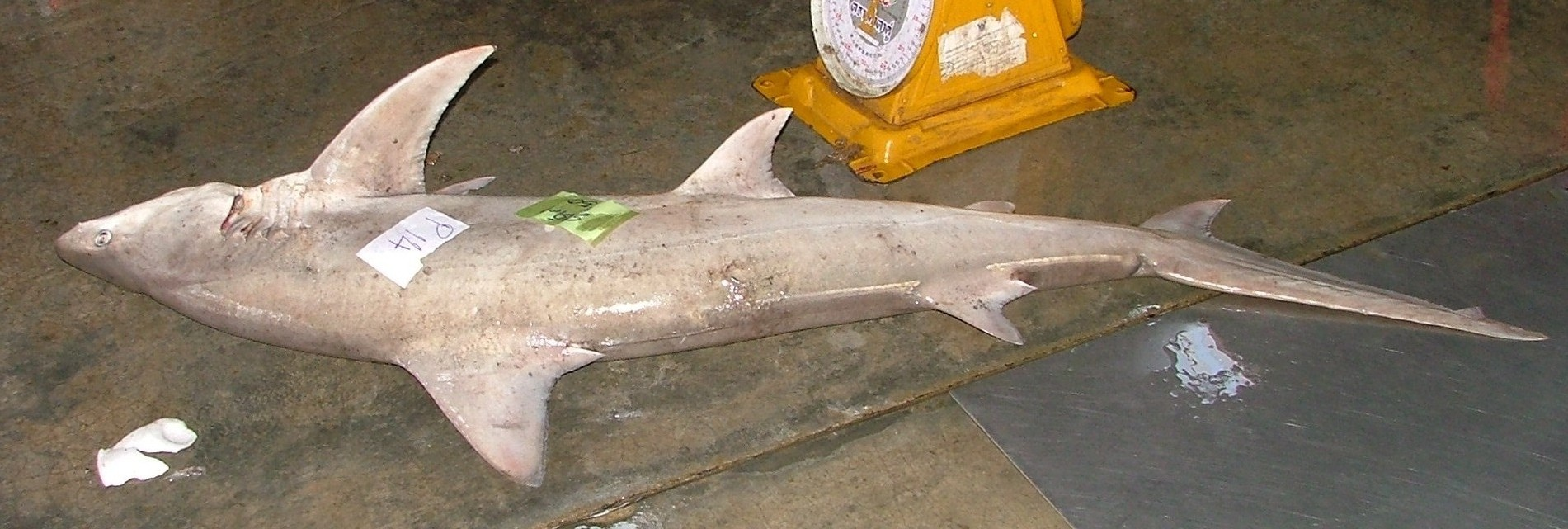
Fossilhai (Hemipristis elongata)

Die Wieselhaie (Hemigaleidae) sind eine Familie relativ kleiner Grundhaie (Carcharhiniformes). Sie leben im östlichen tropischen Atlantik, möglicherweise bis zur Küste Neuenglands, und im Indopazifik, immer küstennah, in der Nähe der Kontinente, nicht im zentralen Pazifik. 

## Merkmale
Wieselhaie sind schlank, haben meist eine ziemlich langgestreckte Schnauze und werden 0,5 bis 2,40 Meter lang. Die meisten Arten erreichen eine Länge von einem Meter. Ihre Augen sind von ovaler Form und stehen horizontal, das Spritzloch ist klein. Wieselhaie besitzen zwei mittelgroße, stachellose Rückenflossen und eine Afterflosse. Die erste Rückenflosse sitzt deutlich vor dem Bauchflossenansatz. Die heterocerke Schwanzflosse besitzt einen wellenartigen oberen Rand und einen gut entwickelten unteren Lobus. Auf dem Schwanzflossenstiel befinden sich grubenartige Vertiefungen. Die Labialfalten im Bereich der Mundwinkel sind mittelgroß. Der Darm verfügt über Spiralfalten.

## Lebensweise
Wieselhaie leben in Tiefen bis zu 100 Metern. Sie fressen meist kleine Knochenfische, kleine Haie und Rochen, Krebstiere und Stachelhäuter, einige Arten ernähren sich überwiegend von Kopffüßern.

## Gattungen und Arten
Es gibt acht Arten, die zu vier Gattungen gehören.
- Gattung: Chaenogaleus  Gill, 1862
  - Hakenzahnhai (Chaenogaleus macrostoma  (Bleeker, 1852))
- Gattung: Sichelflossen-Wieselhaie (Hemigaleus  Bleeker, 1852)
  - Australischer Wieselhai (Hemigaleus australiensis  White, Last & Compagno, 2005)
  - Sichelflossen-Wieselhai (Hemigaleus microstoma  Bleeker, 1852)
- Gattung: Hemipristis  Agassiz, 1843
  - Fossilhai (Hemipristis elongata  (Klunzinger, 1871))
- Gattung: Scharfnasen-Wieselhaie (Paragaleus  Budker, 1935)
  - Weißspitzen-Wieselhai (Paragaleus leucolomatus  Compagno & Smale, 1985)
  - Atlantischer Wieselhai (Paragaleus pectoralis  (Garman, 1906))
  - Schlanker Wieselhai (Paragaleus randalli  Compagno, Krupp & Carpenter, 1996)
  - Glattzahn-Wieselhai (Paragaleus tengi  (Chen, 1963))